# 2018-as labdarúgó-világbajnokság-selejtező (UEFA – I csoport)
A 2018-as labdarúgó-világbajnokság európai selejtező, I csoportjának eredményeit tartalmazó lapja. A csoport sorsolását 2015. július 25-én tartották Szentpétervárott. A csoportban a csapatok körmérkőzéses, oda-visszavágós rendszerben játszanak egymással. A csoportelső automatikus résztvevője lesz a világbajnokságnak, a csoport második helyezettje a pótselejtezőn vett részt.
A csoportban Horvátország, Izland, Ukrajna, Törökország, Finnország és Koszovó szerepelt. Izland – története során először – kijutott a világbajnokságra, Horvátország pótselejtezőt játszott.

## Tabella
| Hely. | Csapat       | M  | Gy | D | V | G+ | G– | Gk  | P  | Továbbjutás                         |     | Izland | Horvátország | Ukrajna | Törökország | Finnország | Koszovó |
| ----- | ------------ | -- | -- | - | - | -- | -- | --- | -- | ----------------------------------- | --- | ------ | ------------ | ------- | ----------- | ---------- | ------- |
| 1.    | Izland       | 10 | 7  | 1 | 2 | 16 | 7  | +9  | 22 | Kijutott a 2018-as világbajnokságra |     | —      | 1–0          | 2–0     | 2–0         | 3–2        | 2–0     |
| 2.    | Horvátország | 10 | 6  | 2 | 2 | 15 | 4  | +11 | 20 | Pótselejtező                        |     | 2–0    | —            | 1–0     | 1–1         | 1–1        | 1–0     |
| 3.    | Ukrajna      | 10 | 5  | 2 | 3 | 13 | 9  | +4  | 17 |                                     |     | 1–1    | 0–2          | —       | 2–0         | 1–0        | 3–0     |
| 4.    | Törökország  | 10 | 4  | 3 | 3 | 14 | 13 | +1  | 15 |                                     | 0–3 | 1–0    | 2–2          | —       | 2–0         | 2–0        |         |
| 5.    | Finnország   | 10 | 2  | 3 | 5 | 9  | 13 | −4  | 9  |                                     | 1–0 | 0–1    | 1–2          | 2–2     | —           | 1–1        |         |
| 6.    | Koszovó      | 10 | 0  | 1 | 9 | 3  | 24 | −21 | 1  |                                     | 1–2 | 0–6    | 0–2          | 1–4     | 0–1         | —          |         |

## Mérkőzések
Az időpontok közép-európai idő szerint értendők.
| 2016. szeptember 5. 20:45 (20:45 UTC+2) |

| Horvátország           | 1–1               | Törökország      |
| ---------------------- | ----------------- | ---------------- |
| Rakitić 44' (11-esből) | (1–1) Jegyzőkönyv | Çalhanoğlu 45+2' |

| Maksimir Stadion, Zágráb Nézőszám: 0 Játékvezető: Szymon Marciniak (lengyel) |

| 2016. szeptember 5. 20:45 (21:45 UTC+3) |

| Finnország   | 1–1               | Koszovó                   |
| ------------ | ----------------- | ------------------------- |
| Arajuuri 18' | (1–0) Jegyzőkönyv | V. Berisha 60' (11-esből) |

| Veritas Stadion, Turku Nézőszám: 7571 Játékvezető: Ivan Kružliak (szlovák) |

| 2016. szeptember 5. 20:45 (21:45 UTC+3) |

| Ukrajna        | 1–1               | Izland         |
| -------------- | ----------------- | -------------- |
| Jarmolenko 41' | (1–1) Jegyzőkönyv | Finnbogason 6' |

| NSK Olympiyskyi, Kijev Nézőszám: 0 Játékvezető: Clément Turpin (francia) |

| 2016. október 6. 20:45 (18:45 UTC±0) |

| Izland                                            | 3–2               | Finnország        |
| ------------------------------------------------- | ----------------- | ----------------- |
| Árnason 37' Finnbogason 90+1' R. Sigurðsson 90+6' | (1–2) Jegyzőkönyv | Pukki 21' Lod 39' |

| Laugardalsvöllur, Reykjavík Nézőszám: 9548 Játékvezető: Svein Oddvar Moen (norvég) |

| 2016. október 6. 20:45 (20:45 UTC+2) |

| Koszovó | 0–6               | Horvátország                                                   |
| ------- | ----------------- | -------------------------------------------------------------- |
|         | (0–3) Jegyzőkönyv | Mandžukić 6' 24' 35' Mitrović 68' Perišić 83' N. Kalinić 90+2' |

| Loro Boriçi Stadium, Shkodra (Albánia) Nézőszám: 14 612 Játékvezető: David Fernández Borbalán (spanyol) |

| 2016. október 6. 20:45 (21:45 UTC+3) |

| Törökország                           | 2–2               | Ukrajna                              |
| ------------------------------------- | ----------------- | ------------------------------------ |
| Tufan 45+1' Çalhanoğlu 81' (11-esből) | (1–2) Jegyzőkönyv | Jarmolenko 24' (11-esből) Kravec 27' |

| Torku Arena, Konya Nézőszám: 36 714 Játékvezető: Manuel Gräfe (német) |

| 2016. október 9. 18:00 (19:00 UTC+3) |

| Finnország | 0–1               | Horvátország  |
| ---------- | ----------------- | ------------- |
|            | (0–1) Jegyzőkönyv | Mandžukić 18' |

| Tampere Stadium, Tampere Nézőszám: 15 567 Játékvezető: Ruddy Buquet (francia) |

| 2016. október 9. 20:45 (21:45 UTC+3) |

| Ukrajna                                | 3–0               | Koszovó |
| -------------------------------------- | ----------------- | ------- |
| Rrahmani 31' Jarmolenko 81' Rotany 87' | (1–0) Jegyzőkönyv |         |

| Marshal Józef Piłsudski Stadium, Krakkó (Lengyelország) Nézőszám: 999 Játékvezető: Kevin Blom (holland) |

| 2016. október 9. 20:45 (18:45 UTC±0) |

| Izland                             | 2–0               | Törökország |
| ---------------------------------- | ----------------- | ----------- |
| Toprak 42' (öngól) Finnbogason 44' | (2–0) Jegyzőkönyv |             |

| Laugardalsvöllur, Reykjavík Nézőszám: 9775 Játékvezető: Mark Clattenburg (angol) |

| 2016. november 12. 18:00 (18:00 UTC+1) |

| Horvátország                     | 2–0               | Izland |
| -------------------------------- | ----------------- | ------ |
| Brozović 15' 90+1' Perišić 90+4′ | (1–0) Jegyzőkönyv |        |

| Maksimir Stadion, Zágráb Nézőszám: 0 Játékvezető: Gianluca Rocchi (olasz) |

| 2016. november 12. 20:45 (21:45 UTC+2) |

| Törökország        | 2–0               | Koszovó |
| ------------------ | ----------------- | ------- |
| Yılmaz 51' Şen 55' | (0–0) Jegyzőkönyv |         |

| New Antalya Stadium, Antalya Nézőszám: 26 555 Játékvezető: Bognár Tamás (magyar) |

| 2016. november 12. 20:45 (21:45 UTC+2) |

| Ukrajna    | 1–0               | Finnország |
| ---------- | ----------------- | ---------- |
| Kravec 25' | (1–0) Jegyzőkönyv |            |

| Chornomorets Stadium, Odessza Nézőszám: 26 482 Játékvezető: Manuel De Sousa (portugál) |

| 2017. március 24. 18:00 (20:00 UTC+2) |

| Törökország  | 2–0               | Finnország |
| ------------ | ----------------- | ---------- |
| Tosun 9' 13' | (2–0) Jegyzőkönyv |            |

| New Antalya Stadium, Antalya Nézőszám: 28 990 Játékvezető: Jesús Gil Manzano (spanyol) |

| 2017. március 24. 20:45 (20:45 UTC+1) |

| Horvátország   | 1–0               | Ukrajna |
| -------------- | ----------------- | ------- |
| N. Kalinić 38' | (1–0) Jegyzőkönyv |         |

| Maksimir Stadion, Zágráb Nézőszám: 27 351 Játékvezető: Antonio Mateu Lahoz (spanyol) |

| 2017. március 24. 20:45 (20:45 UTC+1) |

| Koszovó   | 1–2               | Izland                                       |
| --------- | ----------------- | -------------------------------------------- |
| Nuhiu 52' | (0–2) Jegyzőkönyv | Sigurðarson 25' G. Sigurðsson 35' (11-esből) |

| Loro Boriçi Stadium, Shkodra (Albánia) Nézőszám: 6832 Játékvezető: Artur Soares Dias (portugál) |

| 2017. június 11. 18:00 (19:00 UTC+3) |

| Finnország     | 1–2         | Ukrajna                     |
| -------------- | ----------- | --------------------------- |
| Pohjanpalo 72' | Jegyzőkönyv | Konoplyanka 51' Besedin 75' |

| Tampere Stadium, Tampere Nézőszám: 8723 Játékvezető: Álón Jefet (izraeli) |

| 2017. június 11. 20:45 (18:45 UTC±0) |

| Izland        | 1–0               | Horvátország |
| ------------- | ----------------- | ------------ |
| Magnússon 90' | (0–0) Jegyzőkönyv |              |

| Laugardalsvöllur, Reykjavík Nézőszám: 9775 Játékvezető: Alberto Undiano Mallenco (spanyol) |

| 2017. június 11. 20:45 (20:45 UTC+2) |

| Koszovó      | 1–4               | Törökország                           |
| ------------ | ----------------- | ------------------------------------- |
| Rrahmani 22' | (1–2) Jegyzőkönyv | Şen 6' Ünder 31' Yılmaz 61' Tufan 82' |

| Loro Boriçi Stadium, Shkodra (Albánia) Nézőszám: 3758 Játékvezető: Miroslav Zelinka (cseh) |

| 2017. szeptember 2. 18:00 (19:00 UTC+3) |

| Finnország | 1–0               | Izland |
| ---------- | ----------------- | ------ |
| Ring 8'    | (1–0) Jegyzőkönyv |        |

| Tampere Stadium, Tampere Nézőszám: 15 835 Játékvezető: Pavel Královec (cseh) |

| 2017. szeptember 2. 20:45 (20:45 UTC+2) |

| Horvátország | 1–0               | Koszovó |
| ------------ | ----------------- | ------- |
| Vida 74'     | (0–0) Jegyzőkönyv |         |

| Maksimir Stadion, Zágráb Nézőszám: 6839 Játékvezető: Stefan Johannesson (svéd) |

| 2017. szeptember 2. 20:45 (21:45 UTC+3) |

| Ukrajna            | 2–0               | Törökország |
| ------------------ | ----------------- | ----------- |
| Jarmolenko 18' 42' | (2–0) Jegyzőkönyv |             |

| Metaliszt stadion, Harkiv Nézőszám: 36 796 Játékvezető: David Fernández Borbalán (spanyol) |

| 2017. szeptember 5. 20:45 (18:45 UTC±0) |

| Izland             | 2–0               | Ukrajna |
| ------------------ | ----------------- | ------- |
| Sigurðsson 47' 66' | (0–0) Jegyzőkönyv |         |

| Laugardalsvöllur, Reykjavík Nézőszám: 9769 Játékvezető: William Collum (skót) |

| 2017. szeptember 5. 20:45 (20:45 UTC+2) |

| Koszovó | 0–1               | Finnország |
| ------- | ----------------- | ---------- |
|         | (0–0) Jegyzőkönyv | Pukki 83'  |

| Loro Boriçi Stadium, Shkodra (Albánia) Nézőszám: 2446 Játékvezető: Manuel Schüttengruber (osztrák) |

| 2017. szeptember 5. 20:45 (21:45 UTC+3) |

| Törökország | 1–0               | Horvátország |
| ----------- | ----------------- | ------------ |
| Tosun 75'   | (0–0) Jegyzőkönyv |              |

| New Eskişehir Stadium, Eskişehir Nézőszám: 28 600 Játékvezető: Kassai Viktor (magyar) |

| 2017. október 6. 20:45 (20:45 UTC+2) |

| Horvátország  | 1–1               | Finnország |
| ------------- | ----------------- | ---------- |
| Mandžukić 57' | (0–0) Jegyzőkönyv | Soiri 90'  |

| Stadion Rujevica, Fiume Játékvezető: Daniel Stefanski (lengyel) |

| 2017. október 6. 20:45 (20:45 UTC+2) |

| Koszovó | 0–2               | Ukrajna                             |
| ------- | ----------------- | ----------------------------------- |
|         | (0–0) Jegyzőkönyv | Paqarada 60' (öngól) Yarmolenko 88' |

| Loro Boriçi Stadium, Shkodra (Albánia) Játékvezető: Craig Pawson (angol) |

| 2017. október 6. 20:45 (21:45 UTC+3) |

| Törökország | 0–3               | Izland                                    |
| ----------- | ----------------- | ----------------------------------------- |
|             | (0–2) Jegyzőkönyv | Guðmundsson 32' Bjarnason 39' Árnason 50' |

| New Eskişehir Stadium, Eskişehir Játékvezető: Szymon Marciniak (lengyel) |

| 2017. október 9. 20:45 (21:45 UTC+3) |

| Finnország                  | 2–2               | Törökország   |
| --------------------------- | ----------------- | ------------- |
| Arajuuri 76' Pohjanpalo 88' | (0–0) Jegyzőkönyv | Tosun 57' 83' |

| Veritas Stadion, Turku Játékvezető: Benoît Bastien (francia) |

| 2017. október 9. 20:45 (18:45 UTC±0) |

| Izland                         | 2–0               | Koszovó |
| ------------------------------ | ----------------- | ------- |
| Sigurðsson 40' Guðmundsson 68' | (1–0) Jegyzőkönyv |         |

| Laugardalsvöllur, Reykjavík Játékvezető: Harald Lechner (osztrák) |

| 2017. október 9. 20:45 (21:45 UTC+3) |

| Ukrajna | 0–2               | Horvátország     |
| ------- | ----------------- | ---------------- |
|         | (0–0) Jegyzőkönyv | Kramarić 62' 70' |

| Olympic Stadium, Kijev Játékvezető: Felix Brych (német) |